# Конфіденційність даних між ЄС і США
Рамкова програма конфіденційності даних між ЄС і США — це система передачі даних між Європейським Союзом і Сполученими Штатами, яка була погоджена в 2022 році і прийнятна Європейською комісією в 2023 році. Попередні такі режими — EU–US Privacy Shield (2016–2020 рр.) і Міжнародні принципи конфіденційності Safe Harbor (2000–2015 рр.) — були визнані недійсними Судом Справедливости частково через занепокоєння щодо того, що особисті дані, які залишають кордони ЄС, підлягають до повного стеження уряду США. Рамкова угода щодо конфіденційності даних між ЄС і США покликана вирішити ці проблеми.
Після скасування щита конфіденційности між ЄС і США в липні 2020 року компанії, які бажають передавати дані між ЄС і США, «зіткнулися з плутаниною, вищими витратами на дотримання вимог і проблемами для ділових відносин між ЄС і США». 
Європейський парламент висловив значні сумніви в тому, чи нова угода, досягнута Урсулою фон дер Ляєн, справді відповідає законам ЄС, оскільки вона все ще недостатньо захищає громадян ЄС від масового стеження США та не забезпечує дотримання основних цифрових прав людини в ЄС. У травні 2023 року Європейський парламент ухвалив резолюцію з цього приводу 306 голосами «за» та 27 «проти». Неурядова організація NOYB (Європейський центр цифрових прав) оголосила, що знову оскаржить рамки в Європейському суді.

## Історія
25 березня 2022 року було оголошено, що Європейська комісія та Сполучені Штати взяли на себе зобов’язання створити «Трансатлантичну систему конфіденційності даних» у відповідь на збій програми EU-US Privacy Shield.
У жовтні 2022 року президент США Джо Байден підписав указ про впровадження рамки.
У травні 2023 року Європейська рада із захисту даних схвалила проєкт рішення Комісії щодо адекватності, який було опубліковано 13 грудня 2022 року.
Незважаючи на те, що Європейська комісія не є обов’язковою, 11 травня 2023 року Європейський парламент проголосував за резолюцію, яка закликає Комісію переглянути Рамкову програму і не ухвалювати висновок щодо адекватності на підставі того, що «конфіденційність даних між ЄС і США Рамковій системі не вдається створити істотну еквівалентність рівня захисту».
10 липня 2023 року Європейська комісія прийняла рішення про адекватність для  EU-U.S Data Privacy Framework, що дозволяє передавати персональні дані з ЄС до США на основі статті 45 ЗРЗД.

## Суд перевірки захисту даних
Наглядовий суд із захисту даних (DPRC) — це колегія з трьох суддів, створена відповідно до виконавчого наказу 14086 від 7 жовтня 2022 року, яка розглядатиме апеляції на рішення Уповноваженого із захисту громадянських свобод Офісу директора національної розвідки як описано в рамковій програмі ЄС-США. Рішення, прийняті ДПРЗ, мають обов'язкову силу.
Була критика.